# LabCo
Eurofins LabCo is een onafhankelijk laboratorium in Barendrecht dat fysisch/chemische analyses uitvoert op, onder meer, diervoedergrondstoffen, plantaardige oliën en vetten, levensmiddelen, granen, melasses, groente/fruit en water. 

## Geschiedenis
Het is opgericht in 1957 in de Rotterdamse Europoort door de Koninklijke Vereniging ‘Het Comité van Graanhandelaren’. In 1984 wordt het lab onder een aparte B.V. geplaatst onder de naam "Laboratorium van Het Comité van Graanhandelaren B.V.". In 1993 wijzigen de statuten zodat ook andere aandeelhouders kunnen participeren. De naam wordt "LabCo bv Laboratory Services". In de loop van de tijd diversifieert het zijn dienstverlening meer, zo neemt het in 1994 Micol Service uit Maassluis over. In 2012 gaat LabCo failliet en wordt het overgenomen door het Luxemburgse Eurofins, dat het laboratorium vervolgens verhuist naar Barendrecht.

## Werkzaamheden
Naast controle van grondstoffen voor dierlijke en menselijke consumptie, controleert Eurofins LabCo onder andere vis, vlees, groenten en fruit. 
LabCo onderzoekt jaarlijks vetpercentages en andere parameters in de AD-Oliebollentest en de AD-Haringtest.

## Accreditatie
Het kwaliteitssysteem van Eurofins LabCo is gebaseerd op ISO-normen, waaronder ISO 9001 en ISO 17025. Het ontving op 18 juni 1991 een accreditatie van de Raad voor Accreditatie. De analyses van Eurofins Labco worden onder meer gebruikt in het HACCP-systeem.

## Erkenningen

### Nationaal
- Koninklijke Vereniging Het Comité van Graanhandelaren (Het Comité)
- Centraal Orgaan voor Kwaliteitsaangelegenheden in de Zuivel (COKZ)
- Nederlandse Bond van Belanghebbenden bij de Handel in Oliën, Vetten en Oliezaden (NOFOTA)
- Overlegplatform Voedermiddelenkolom OVOCOM
- Productschappen Diervoeder (Labcode/GMP+ erkenning)/Granen, Zaden en Peulvruchten
- Raad voor Accreditatie (RvA)
- Vereniging van Nederlandse Fabrikanten van Eetbare Oliën en Vetten (VERNOF)

### Internationaal
- Federation of EU Oil and Proteinmeal Industry (FEDIOL)
- Federation of Oils, Seeds and Fats Associations Ltd. (FOSFA)
- The Grain and Feed Trade Association (GAFTA Referee Laboratory)